# Блез (персонаж)
Блез, Блэз (англ. Blaise; у Мэлори: «Bleise»; в бретонских произведениях: «Bleheris») — персонаж легенды о короле Артуре; наставник-учитель Мерлина; мудрец, который по просьбе Мерлина записывал его рассказы, которые и составили легенду о короле Артуре. Блез (и его легенда) впервые появляется у Кретьена де Труа (вторая половина XII в.), а после него — у Робера де Борона (ок. 1200 г.), в «Вульгате» (1215—1236 гг.) и у Томаса Мэлори в «Смерти Артура» (1469).

## Деяния Блеза
- Блез спас от демона мать Мерлина. Блез спас от «возможной власти дьявола» самого Мерлина, окрестив Мерлина сразу после рождения. В результате крещения Мерлин утратил «злое начало», но у него остались «сверхспособности мудреца-провидца».
- Блез был единственным наставником и воспитателем Мерлина и священником — духовником его матери.
- Блез записал (со слов Мерлина) легенду о короле Артуре и о поисках Святого Грааля, а Мерлин предрёк, что «эта книга будет на все времена — самой любимой книгой в мире». Писал эту книгу Блез, удалившись в леса Нортумберленда и живя там как отшельник.

## Этимология
Этимология имени «Блез» (англ. Blaise; Bleise) неясна; однако в английском языке это имя созвучно с bless (с англ. — «благословить; освящать; окрестить»), что соответствует главному деянию Блеза — крещению Мерлина.

## Происхождение образа Блеза

### Кельтская гипотеза
Происхождение образа Блеза неясно. Наиболее распространённой является гипотеза, что существовал реальный кельтский рассказчик Блехерис англ. Bleheris, который рассказывал и записывал легенды Артуровского цикла. Однако такая гипотеза слишком упрощает дело и является «логическим рассуждением без использования знаний о той эпохе».

### Готско-кельтская гипотеза
«Готско-кельтская гипотеза» утверждает, что имя «Блез» и его функции — учитель, автор «главной книги» — восходят к функциям кельтского бога Беленуса (Лугуса, Луга).
- Ирландский вариант — бог Луг (англ. Lug) (и валлийский Лугус) имел главную функцию: бог всех наук и ремёсел, бог-учитель. А значит, Луг — и «бог книг».
- Французский вариант — бог Беленус — описан менее подробно, но имеет имя, подобное «Bleise»; и происходит из Франции, откуда и пришёл образ мудреца Блеза: из произведений Кретьена де Труа, Робера де Борона; «Вульгаты».